# Libacja alkoholowa

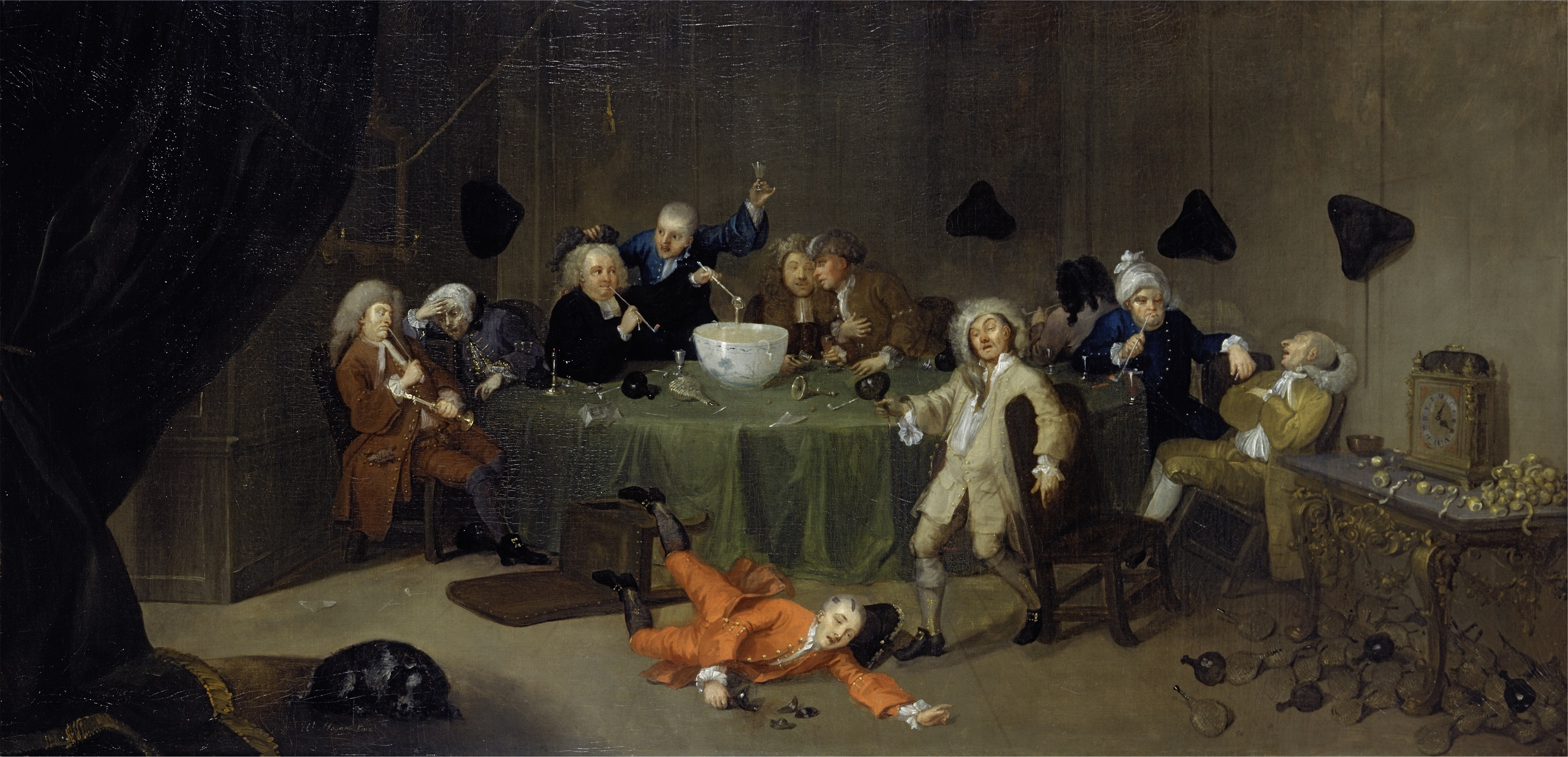
Obraz z 1731 Williama Hogartha przedstawiający libację alkoholową

Libacja alkoholowa – spotkanie towarzyskie, którego głównym celem jest wprowadzenie uczestników w stan upojenia alkoholowego.
Podczas libacji alkoholowych występują towarzyszące im rytuały, takie jak wznoszenie toastów czy rytualne śpiewy typowe dla kultury, do której przynależą jej uczestnicy. Dość obszernego podziału libacji alkoholowych dokonał w Antropologii codzienności Roch Sulima.

## Libacje okolicznościowe
Są to libacje, które zazwyczaj są sformalizowane i towarzyszą różnego rodzaju spotkaniom z okazji świąt, urodzin, ślubu i tym podobnym okoliczności. Zazwyczaj w tego typu libacjach sformalizowanych jej uczestnicy tworzą zhierarchizowaną grupę celową, której zadaniem jest wprowadzenie się w stan nietrzeźwości.

## Libacje niesformalizowane
Są to libacje, które zdarzają się przypadkowo wśród znajomych, w których istnieje pełna wspólnotowość np. libacje po pracy, w akademikach czy zdarzające się na wycieczkach itp.

## Formy libacji ze względu na funkcje (wedługRocha Sulimy)

### Libacje zwyczajowo-obrzędowe
Są to libacje, które towarzyszą pewnym rytuałom, obrzędom bądź zwyczajom, często związane z rytuałami przejścia jak wkupne, wesele, libacje z okazji wypłaty, oblewanie egzaminu, „parapetówka” (związana z wprowadzeniem do nowego miejsca zamieszkania). Libacje związane z rytuałem przejścia określane są też przez R. Sulimę mianem libacji wieńczących/otwierających.

### Libacje spotkaniowe
Libacje nieplanowane, zdarzające się najczęściej w tych samych miejscach w przestrzeni społecznej, bardzo często poza instytucjami służącymi temu celowi – jak bary czy restauracje. Libacje tego typu cechuje terytorializm – grupy spotkaniowe, zazwyczaj kilkuosobowe, spotykają się w specjalnie wydzielonych obszarach, np. pod sklepem, „w bramie”, gdzie może panować względna intymność picia. Tego typu libacje mogą mieć charakter spotkania także z okazji np. meczu piłkarskiego.
W badaniach prowadzonych za pomocą wieloletniej obserwacji „napowietrznych” grup spotkaniowych, czyli grup spotykających się w trwałych miejscach w przestrzeni miasta, Roch Sulima zauważył, że najczęściej są to libacje, w których uczestniczą małe grupy trzy- lub czteroosobowe, spotykające się w dni powszednie w dwóch porach: przedpołudniowej i przedwieczornej. Libacje te charakteryzują się też pewnego rodzaju sekwencyjnością:
- Faza pierwsza – oczekiwanie na przypadek spotkania kogoś chętnego do picia lub kogoś, kto mógłby zafundować picie; bardzo często podejmowane są próby wyłudzenia pieniędzy od przypadkowych przechodniów;
- Faza druga – zawiadamianie członków „napowietrznej” grupy spotkaniowej o okazji do picia;
- Faza trzecia – zbieranie się w ustalonej przestrzeni;
- Faza czwarta – składanie się na picie lub fundowanie; podczas tej fazy negocjowane są wielkości wkładu do składki;
- Faza piąta – kupowanie alkoholu; w tej fazie negocjowane jest wybieranie osoby, która powinna kupić alkohol; najczęściej wybierane są osoby elokwentne, potrafiące dogadać się ze sprzedawcą lub te, które nie mają długów w sklepie;
- Faza szósta – otwieranie (odkorkowywanie), które jest bardzo istotnym rytuałem; wcześniej rytuału tego dokonywała odpowiednia osoba, posiadająca korkociąg bądź scyzoryk. Obecnie także są wyznaczane osoby do dokonania otwarcia butelki;
- Faza siódma – rozlewanie; zazwyczaj do rozlewania wybierana jest odpowiednia osoba, najczęściej ta, której wkład w składkę był największy albo osoba, która zwyczajowo pełni funkcję rozlewającego, ustalana jest także kolejka, komu pierwszemu należy się nalanie;
- Faza ósma – picie; jest to faza końcowa, w tej fazie zawiązuje się sytuacja wspólnotowości, uczestnicy spotkania „zapadają się w czas”, sytuacja ta staje się komunią wspólnego napoju alkoholowego i przypomina libację jako ofiarowanie czasu dla bóstwa.

Czas oczekiwania na picie między fazą pierwszą a ósmą trwać może do kilku godzin. Nie obejmuje to wszakże libacji typu spontanicznego, podczas których dystans czasowy pomiędzy poszczególnymi fazami potrafi ulec radykalnemu skróceniu.

### Libacje w drodze (odyseja alkoholowa)
Libacje zdarzające się w środkach transportu, najczęściej w pociągach lub tramwajach, ale także na wycieczkach, na szlaku turystycznym czy na konferencjach naukowych. Cechuje je brak związku z jakimś stałym miejscem, jak to wygląda w przypadku libacji spotkaniowych. Libacje tego typu służą do celów zapoznawczych grupy przypadkowych osób przebywających w tym samym miejscu. Zobacz np. utwór Moskwa – Pietuszki autorstwa rosyjskiego pisarza Wieniedikta Jerofiejewa.

### Libacje egzystencjalne
Tego typu libacje ujmowane są metaforycznie jako libacje, w których jednostka pije samotnie, „do lustra”. Libacje egzystencjalne są powodowane np. przez smutek po byciu opuszczonym przez partnera\kę, niezdanym egzaminem, problemami w pracy, jak również prozaiczną niemożliwością znalezienia współtowarzysza do picia.

### Libacje szkolne
Libacje odbywające się w placówkach edukacyjnych pod nieobecność lub za cichym przyzwoleniem ciała pedagogicznego, a rzadziej przy aprobacie i uczestnictwie jego członków. Młodzież szkolna najczęściej rozpoczyna inicjację alkoholową od piwa. Według badań Instytutu Człowieka Świadomego 91% osób w wieku 17 lat oraz 68% osób przed ukończeniem 16. roku życia piło piwo smakowe. Głównymi czynnikami przedwczesnej inicjacji alkoholowej jest przyzwolenie dorosłych, wpływ grupy rówieśniczej oraz reklama alkoholu w mediach. 77% młodych osób spotkało się z reklamą piwa, która promuje pozytywne emocje związane z jego spożywaniem. Piwo jest także najchętniej wybieranym alkoholem przez nieletnich ze względu na jego łatwą dostępność w sklepach. 59% niepełnoletnich decyduje się na kupno piwa ze względu na niską cenę.

## Porównanie międzykulturowe
Mężczyźni upijają się na ogół częściej niż kobiety, co uzasadniane jest przede wszystkim czynnikami kulturowymi. Według Amerykańskiego Departamentu Zdrowia około 24% mężczyzn i 9% kobiet w USA uczestniczy regularnie w libacjach alkoholowych.
Zjawisko upijania się występuje szczególnie często wśród ludzi młodych. W niektórych kulturach zjawisko to wiąże się często z rytuałem przejścia w dorosłość, jak też innego rodzaju naciskami społecznymi i kulturowymi.
Są kultury, w których głównym wzorcem spożywania alkoholu są libacje alkoholowe. Na przykład wśród Indian amerykańskich ogólne spożycie alkoholu jest niższe niż w populacji ogólnej, ale kiedy już spożywają oni alkohol, odbywa się to zazwyczaj w formie pijatyki.
Nastolatki sięgają po alkohol, ponieważ są ciekawe efektów jego działania lub chcą dopasować się do grupy rówieśników. Jak wynika z badań ESPAD z 2024 roku, ponad 80% uczniów w wieku 15-16 lat oraz ponad 92% uczniów w wieku 17-18 lat przynajmniej raz w życiu piło alkohol. Badanie wykazało, że najpopularniejszym alkoholem w obu grupach jest piwo. Ten alkohol jest spożywany przez 48,3% konsumentów w wieku 15-16 lat oraz 68,1% osób w wieku 17-18 lat.

## Literatura
- Semantyka libacji alkoholowej. W: Roch Sulima: Antropologia codzienności. Kraków: Wydawnictwo Uniwersytetu Jagiellońskiego, 2000, s. 93–118. ISBN 83-233-1339-3.